# 1861
1861 (MDCCCLXI) byl rok, který dle gregoriánského kalendáře započal úterým.

## Události
- 29. ledna – Kansas se stal 34. státem USA.
- 19. února – V Rusku vyhlášena Rolnická reforma, kterou bylo zrušeno nevolnictví.
- 26. února – Státní ministr Anton von Schmerling oktrojoval (vyhlásil) pro celé území Habsburské monarchie tzv. Únorovou ústavu.
- březen – Zemské volby v Čechách
- 17. března – Vznik Itálie – sjednocení městských států.
- 8. dubna – Vydán protestantský patent, kterým se protestantům v Habsburské monarchii dostalo po stránce právní plné náboženské rovnoprávnosti.
- 12. dubna – Začátek Americké občanské války
- 29. dubna – V Rakousku vznikla Říšská rada a Poslanecká sněmovna Říšské rady.
- 27. května – Město Trutnov postiženo požárem
- 6.–7. června – V Turčianském svätém Martině bylo vyhlášeno Memorandum národa slovenského.
- 1. července – V Římě vyšlo první číslo deníku L'Osservatore Romano.
- 21. července – V První bitvě u Bull Runu Americké občanské války ve Virginii zahynulo několik tisíc vojáků.
- 19. srpna – Anglický fyzik John Tyndall uskutečnil první výstup na pátou nejvyšší alpskou horu Weisshorn ve Švýcarsku.
- 13 – 20. září – V První bitvě u Lexingtonu Americké občanské války zahynulo 64 vojáků.
- 20. října – V USA byla ukončena kurýrní služba Pony Express, která přepravovala poštovní zásilky mezi východní a západním pobřeží.
- První burza v Praze.
- Koncem roku zemřeli při epidemii cholery portugalský král Petr V. (11. listopadu) a jeho dva mladší bratři, infant Jan (27. prosince) a infant Ferdinand (6. listopadu)
- V kanadské Britské Kolumbii začala Sobí zlatá horečka.
- Vídeňským starostou se stal vyškovský rodák Ondřej Zelinka.

### Probíhající události
- 1817–1864 – Kavkazská válka
- 1850–1864 – Povstání tchaj-pchingů
- 1860–1861 – Burkeho a Willsova výprava
- 1861–1865 – Americká občanská válka
- 1861–1867 – Francouzská intervence v Mexiku

## Vědy a umění
- 1. ledna – Díky úsilí Ladislava Riegera vyšlo první číslo českých novin Národní listy.
- 17. května – Britský fyzik James Clerk Maxwell vyrobil v Londýně první barevnou fotografii.
- září – V Německu byl objeven slavný „prapták“ Archaeopteryx, dodnes považovaný za nejprimitivnějšího známého ptáka.
- Byly objeveny chemické prvky thallium a rubidium.
- První použitelný telefon sestrojil Němec Philipp Reis (1834–1863). Jeho telefon poměrně dobře reprodukoval jednotlivé hlásky, ale přenos řeči ještě nebyl kvalitní.
- Charles Dickens napsal knihu Nadějné vyhlídky.

## Narození
Automatický abecedně řazený seznam viz Kategorie:Narození v roce 1861

### Česko

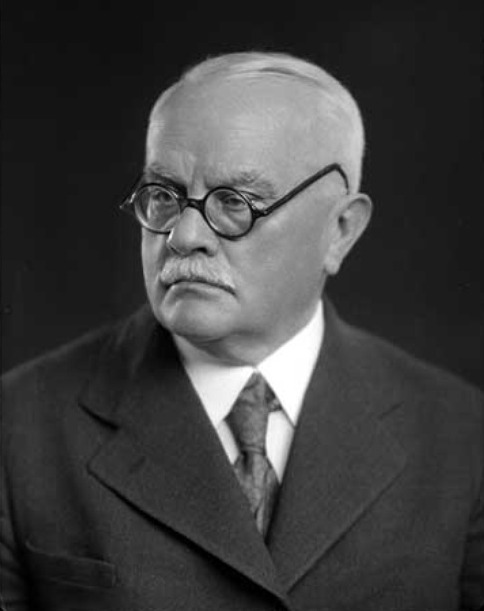
Propagátor sportu Jiří Stanislav Guth-Jarkovský (1861–1943)

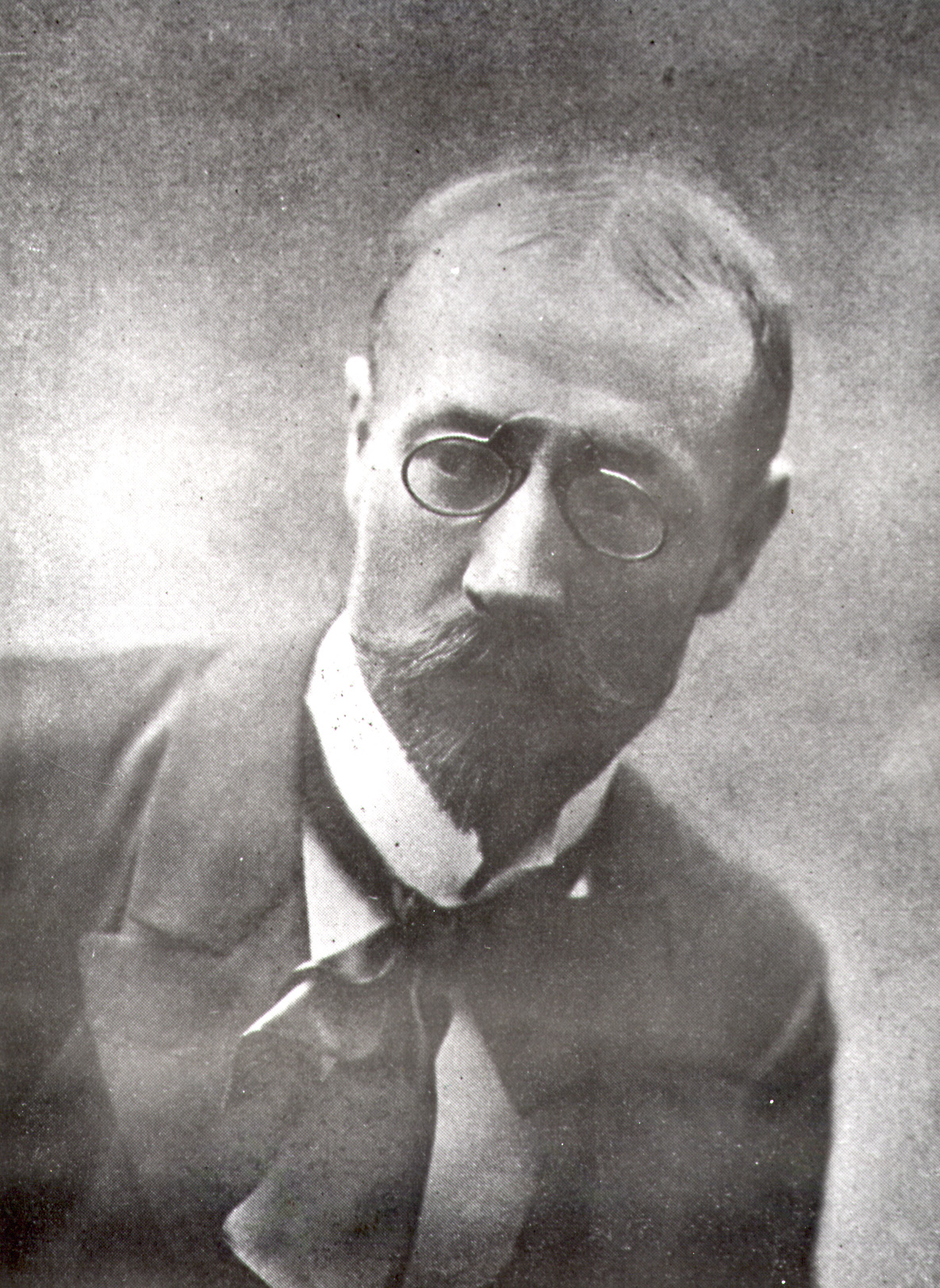
Spisovatel Alois Mrštík (1861–1925)

- 4. ledna – Josef Kořínek mladší, klasický filolog († 22. srpna 1924)
- 8. ledna – Konstantin Bušek, kreslíř, řezbář a publicista († 8. listopadu 1938)
- 9. ledna
  - Hugo Rex, lékař a univerzitní profesor († 13. srpna 1936)
  - František Wald, profesor fyzikální chemie, rektor ČVUT († 19. října 1930)
- 12. ledna
  - Emanuel Kovář, lingvista a etnograf († 14. července 1898)
  - Hanuš Kuffner, novinář, spisovatel a vojenský historik († 21. května 1929)
- 15. ledna – František Serafínský Procházka, redaktor, básník a spisovatel († 28. ledna 1939)
- 21. ledna – Zikmund Václav Halka-Ledóchowski, kanovník olomoucké kapituly († 11. ledna 1944)
- 22. ledna – Jan Bukáček, senátní president u Nejvyššího soudu († 19. dubna 1940)
- 23. ledna
  - Jiří Stanislav Guth-Jarkovský, předseda Československého olympijského výboru († 8. ledna 1943)
  - František Černý, kontrabasista a skladatel († 3. září 1940)
- 26. ledna – Pavla Moudrá, spisovatelka a překladatelka († 10. září 1940)
- 4. února – Kateřina Thomová, zakladatelka žambereckého muzea († 5. května 1952)
- 20. února – Jaroslav Palliardi, moravský archeolog († 12. března 1922)
- 24. února – Karel Černohorský, poslanec Českého zemského sněmu a Říšské rady, starosta Morašic († ?)
- 4. března – František Ondrúšek, malíř († 3. dubna 1932)
- 12. března – Josef Jan Frič, zakladatel hvězdárny na Ondřejově († 10. září 1945)
- 15. března – Augustin Němejc, malíř († 16. srpna 1938)
- 23. března – Vácslav Havel, podnikatel a mecenáš († 6. září 1921)
- 27. března – František Faktor, chemik († 23. října 1911)
- 3. dubna – Jan Červenka, prozaik, dramatik, básník a překladatel († 24. ledna 1908)
- 4. dubna – Wenzel Franz Jäger, německočeský malíř, krajinář († 8. prosince 1928)
- 7. dubna – Antonín Pikhart, překladatel ze španělštiny a katalánštiny († 13. prosince 1909)
- 24. dubna – Viktor Oliva, malíř a ilustrátor († 5. dubna 1928)
- 5. května – Vít Grus, pardubický měšťan († 25. října 1945)
- 8. května – Bohuslav Franta, československý politik († 24. dubna 1929)
- 15. května
  - Jan Vávra, divadelní herec († 19. listopadu 1932)
  - Josef Švehla, pedagog, archeolog a spisovatel († 10. května 1934)
- 20. května – Martin Zaus, varhanář († 19. ledna 1905)
- 23. května – Otakar Bystřina, spisovatel († 18. července 1931)
- 30. května
  - Alois Škampa, básník a spisovatel († 14. května 1907)
  - Antonín Bílý, prezident Nejvyššího soudu († 30. dubna 1940)
- 31. května – Rudolf Inemann, herec a režisér († 12. listopadu 1907)
- 1. června – Jan Evangelista Mitvalský, lékař-oftalmolog († 7. prosince 1899)
- 15. června – Ernestine Schumann-Heink, operní pěvkyně (kontraaltistka) původem z Libně († 17. listopadu 1936)
- 30. června – Hynek Tomáš, varhaník, sbormistr a hudební skladatel († 17. května 1956)
- 2. července – Kamil Henner, rektor Univerzity Karlovy († 9. května 1928)
- 6. července – Josef Kožíšek, básník a esperantista († 6. července 1933)
- 18. července – František Zapletal, biskup salonský a pomocný biskup pražský († 20. srpna 1935)
- 1. srpna – Pavel Albieri, česko-americký spisovatel († 21. října 1901)
- 15. srpna – Josef Vyvlečka, kněz, papežský prelát, umělecký historik († 8. ledna 1942)
- 16. srpna – Alois Adlof, kazatel Jednoty českobratrské († 25. března 1927)
- 21. srpna – Michal Navrátil, právník, autor životopisných a místopisných publikací († 3. října 1931)
- 26. srpna – Vincenc Drbohlav, kněz, vlastenec a spisovatel († 4. ledna 1937)
- 9. září – Václav Řezníček, spisovatel a novinář († 26. ledna 1924)
- 20. září – František Mizera, semilský pedagog a historik († 15. července 1924)
- 21. září – Josef Scheiner, právník tělovýchovný a veřejný činitel († 11. ledna 1932)
- 23. září – František Norbert Drápalík, opat kanonie premonstrátů v Nové Říši († 25. ledna 1920)
- 3. října – František Drtina, filozof, univerzitní profesor, politik († 14. ledna 1925)
- 7. října – Růžena Čechová, spisovatelka († 5. července 1921)
- 14. října – Alois Mrštík, spisovatel a dramatik († 24. února 1925)
- 17. října – Teodor Wallo, československý politik († 18. října 1932)
- 20. října – Bronislava Herbenová, spisovatelka († 7. března 1942)
- 26. října – Joža Uprka, malíř a grafik († 12. ledna 1940)
- 28. října – Rudolf Kříženecký, architekt († 12. března 1939)
- 29. října – Josef Bartoš, hudební skladatel († 14. ledna 1924)
- 16. listopadu
  - Josef Friml, autor mechanismu Třebechovického betlému († 28. září 1946)
  - Václav Suk, houslista, dirigent a hudební skladatel († 12. ledna 1933)
- 23. listopadu – Vladimír Hanačík, československý ekonom a politik († 11. ledna 1954)
- 27. listopadu – Ján Kovalik, československý básník a politik († 8. března 1950)
- 1. prosince
  - Maxmilian Pilát, československý politik († 16. prosince 1928)
  - Maria Stona, německy píšící spisovatelka († 30. března 1944)
- 3. prosince – Franz Schreiter, rakouský a český pedagog a politik († 31. prosince 1935)
- 8. prosince
  - Antonín Turek, architekt († 30. září 1916)
  - Johann Ulrich, sedmý moravskoostravský starosta († 7. září 1920)
- 30. prosince – Václav Chlumecký, československý novinář a politik († 30. září 1944)
- ? – Karel Andrlík st., chemik († 1931)
- ? – Jan Grmela, obecní tajemník Mariánských Hor († 1932)

### Svět

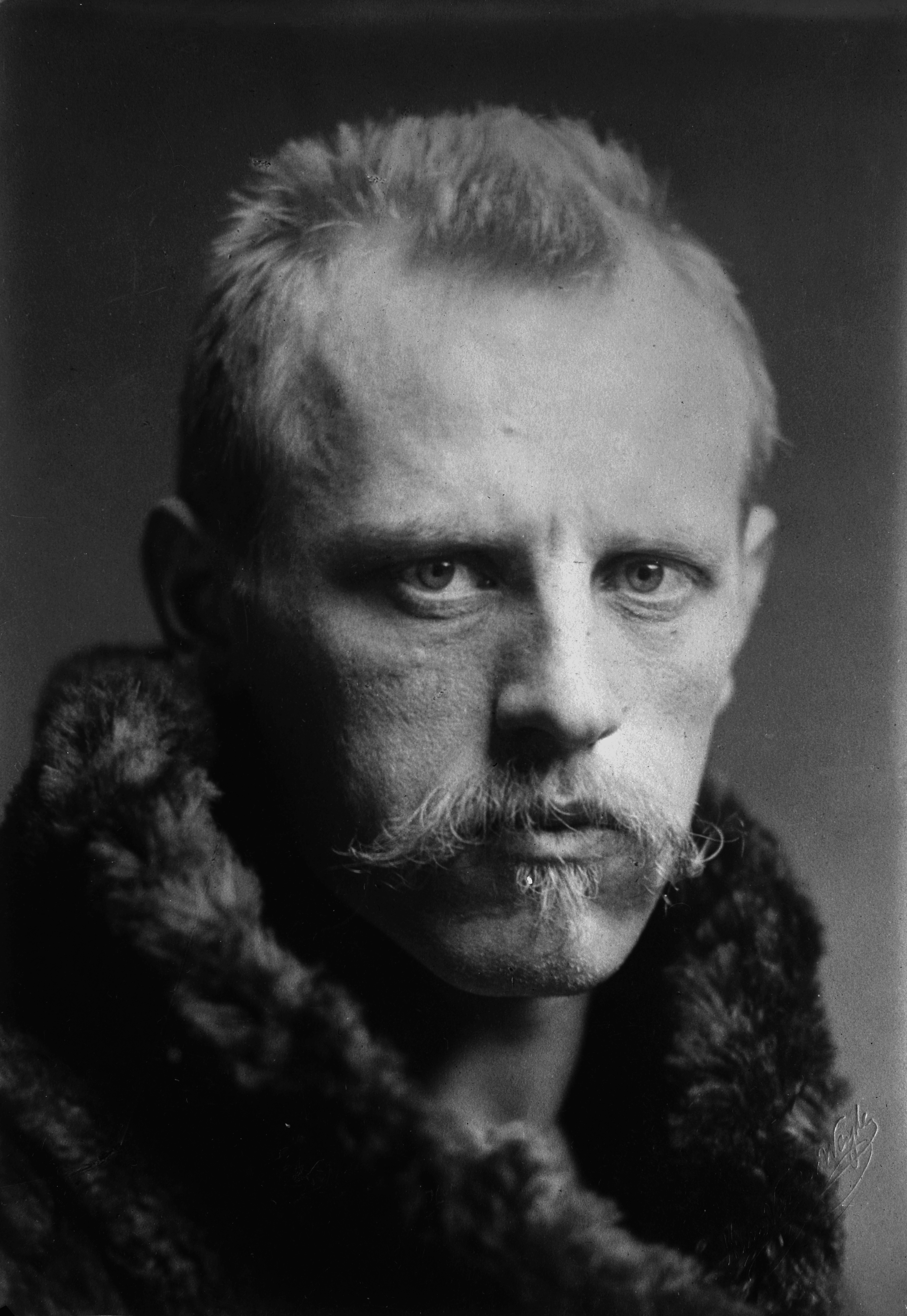
Norský polárník Fridtjof Nansen (1861–1930)

- 1. ledna – Marcellin Boule, francouzský paleoantropolog a paleontolog († 4. července 1942)
- 3. ledna
  - Ernest Renshaw, anglický tenista († 2. září 1899)
  - William Renshaw, anglický tenista († 12. srpna 1904)
- 14. ledna – Mehmed VI., poslední sultán Osmanské říše († 16. května 1926)
- 17. ledna – Willibald Gebhardt, přírodovědec, zakladatel olympijského hnutí v Německu († 30. dubna 1921)
- 20. ledna – Alban Schachleiter, německý duchovní, opat Emauzského kláštera († 20. června 1937)
- 26. ledna – Louis Anquetin, francouzský malíř († 19. srpna 1932)
- 27. ledna – Constantin Prezan, rumunský generál († 27. srpna 1943)
- 1. února – Emilio Pizzi, italský skladatel († 27. listopadu 1940)
- 2. února – Solomon R. Guggenheim, americký průmyslník a mecenáš († 3. listopadu 1949)
- 5. února
  - Bjarnat Krawc, lužickosrbský hudební skladatel († 25. listopadu 1948)
  - August von Parseval, německý stavitel vzducholodí († 22. února 1942)
- 6. února – Alexandr Krasilnikov, vedoucí zahraničních oddělení carské Ochranky († ? 1931)
- 8. února – Harry Ward Leonard, americký elektrotechnik a vynálezce († 18. února 1915)
- 10. února – Matija Murko, slovinský literární historik († 11. února 1952)
- 12. února
  - Lou Andreas-Salomé, německá spisovatelka a psycholožka († 5. února 1937)
  - Frank Rinehart, americký malíř a fotograf († 17. prosince 1928)
- 15. února
  - Charles Edouard Guillaume, francouzsko-švýcarský fyzik, nositel Nobelovy ceny († 13. června 1938)
  - Halford Mackinder, britský geograf († 6. března 1947)
  - Alfred North Whitehead, americký fyzik a matematik († 30. prosince 1947)
- 25. února
  - Me'ir Dizengoff, starosta Tel Avivu († 23. září 1936)
  - Rudolf Steiner, rakouský filosof († 30. března 1925)
- 26. února – Ferdinand I. Bulharský, bulharský car, spisovatel, botanik a filatelista († 10. září 1948)
- 4. března – Curt von Bardeleben, německý šachový mistr († 31. ledna 1924)
- 8. března – Lina Jonn, švédská průkopnice v oblasti fotografického průmyslu († 25. prosince 1896)
- 24. března – Richard Weiskirchner, ministr obchodu Předlitavska († 30. dubna 1926)
- 8. dubna – Son Pjong-hui, vůdcem korejské náboženské sekty Tonghak († 19. května 1922)
- 23. dubna – Edmund Allenby, britský maršál († 14. května 1936)
- 26. dubna – Rudolf Stöger-Steiner von Steinstätten, ministr války Rakouska-Uherska († 12. května 1921)
- 5. května – Karl Kaser, rakouský právník a fotograf († 19. června 1942)
- 6. května – Rabíndranáth Thákur, bengálský básník († 7. srpna 1941)
- 11. května – Frederick Russell Burnham, americký spisovatel († 15. září 1947)
- 14. května – Nikolaj Rysakov, ruský revolucionář († 13. března 1881)
- 16. května
  - Nellie Melba, australská operní pěvkyně († 23. února 1931)
  - H. H. Holmes, americký sériový vrah († 7. května 1896)
- 27. května – Karl von Leth, ministr financí Předlitavska († 17. listopadu 1930)
- 2. června – Helen Herron Taftová, manželka 27. prezidenta USA Williama H. Tafta († 22. května 1943)
- 8. června – Karl Gölsdorf, rakouský lokomotivní konstruktér († 18. března 1916)
- 10. června – Pierre Duhem, francouzský fyzik († 14. září 1916)
- 12. června – Karl von Banhans, ministr železnic Předlitavska († 15. července 1942)
- 19. června – José Rizal, národní hrdina Filipín († 30. prosince 1896)
- 20. června – Frederick Hopkins, anglický biochemik († 16. května 1947)
- 22. června
  - Jakob Gartner, rakouský architekt († 15. dubna 1921)
  - Maximilian von Spee, německý admirál († 8. prosince 1914)
- 13. července – Marie Anna Portugalská, portugalská infantka a lucemburská velkovévodkyně († 31. července 1942)
- 14. července – August Harambašić, chorvatský básník a politik († 16. července 1911)
- 19. července – August Stauda, rakouský fotograf († 8. července 1928)
- 21. července – Albert Hodges, americký šachový mistr († 2. února 1944)
- 1. srpna – Ivar Otto Bendixson, švédský matematik († 29. listopadu 1935)
- 2. srpna – Fernando Tarrida del Mármol, kubánský anarchistický spisovatel († 14. března 1915)
- 3. srpna – Michel Verne, francouzský spisovatel († 5. března 1925)
- 6. srpna
  - Edith Rooseveltová, manželka prezidenta USA Theodora Roosevelta († 30. září 1948)
  - Şehzade Mehmed Selaheddin, jediný syn osmanského sultána Murada V. († 29. dubna 1915)
- 8. srpna – William Bateson, britský genetik († 8. února 1926)
- 11. srpna – Albert Boehringer, německý chemik a podnikatel († 11. března 1939)
- 26. srpna – Ceferino Gimenéz Malla, španělský mučedník, patron Romů († 8. srpna 1936)
- 8. září – Percy John Heawood, britský matematik († 24. ledna 1955)
- 9. září – Felicián Jozef Môcik, slovenský malíř a varhaník († 18. srpna 1917)
- 11. září
  - Juhani Aho, finský spisovatel († 8. srpna 1921)
  - Erich von Falkenhayn, německý generál († 8. dubna 1922)
- 23. září
  - Robert Bosch, německý vynálezce a podnikatel († 12. března 1942)
  - Draga Mašínová, srbská královna († 29. května 1903)
- 24. září – František Josef Battenberský, princ z rodu Battenbergů († 31. července 1924)
- 25. září – Guido Boggiani, malíř a fotograf († 1901)
- 28. září
  - Aristide Caradja, rumunský právník a entomolog († 29. května 1955)
  - Paul Boyer, francouzský fotograf († 1908)
- 4. října – Frederic Remington, americký malíř († 26. prosince 1909)
- 9. října – Joseph Knaffl, americký výtvarný a portrétní fotograf († 23. března 1938)
- 10. října – Fridtjof Nansen, norský průzkumník, vědec a diplomat († 13. května 1930)
- 11. října – Eille Norwood, britský herec († 24. prosince 1948)
- 15. října – Alexander Neumann, rakouský architekt († 16. června 1947)
- 21. října – Charles van Lerberghe, belgický spisovatel († 26. října 1907)
- 23. října – James Edward Cecil, 4. markýz ze Salisbury, britský státník a šlechtic († 4. dubna 1947)
- 24. října – Alexej Kaledin, ruský carský generál († 29. ledna 1918)
- 29. října – Antoine Bourdelle, francouzský sochař a malíř († 1. října 1929)
- 2. listopadu – Maurice Blondel, francouzský křesťanský filosof († 4. června 1949)
  - Georgij Lvov, předseda ruské prozatímní vlády († 7. března 1925)
- 6. listopadu – James Naismith, vynálezce basketbalu († 28. listopadu 1939)
- 10. listopadu – Robert Innes, jihoafrický astronom († 13. března 1933)
- 25. listopadu – József Rippl-Rónai, maďarský malíř († 23. května 1927)
- 30. listopadu
  - Ernst Rüdiger kníže von Starhemberg, rakouský velkostatkář a politik († 16. listopadu 1927)
- 5. prosince
  - Konstantin Aleksejevič Korovin, ruský malíř († 11. září 1939)
  - Armando Diaz, italský generál († 29. února 1928)
- 8. prosince
  - Aristide Maillol, francouzský sochař a malíř († 27. září 1944)
  - Georges Méliès, francouzský filmový režisér († 21. ledna 1938)
- 15. prosince – Pehr Evind Svinhufvud, finský prezident († 29. února 1944)
- 19. prosince – Italo Svevo, italský spisovatel († 13. září 1928)
- 20. prosince – Ivana Kobilca, slovinská malířka († 4. prosince 1926)
- 26. prosince – Emil Wiechert, německý fyzik a seismolog († 19. března 1928)
- 27. prosince – Auguste Vaillant, francouzský anarchista († 5. února 1894)
- ? – Reginald Brooks-King, velšský lukostřelec a olympionik († 19. září 1938)
- ? – Henry Gantt, americký strojní inženýr († 23. října 1919)
- ? – Antoni Lange, polský spisovatel († 17. března 1929)
- ? – Georgios Orphanidis, řecký sportovní střelec, olympijský vítěz († 1942)
- ? – Eugene de Salignac, americký fotograf († 1943)
- ? – Gottlieb Schäffer, německý fotograf († 1934)
- ? – Edith Watsonová, kanadská fotografka. († 1943)
- ? – Bursalı Mehmet Tahir Bey, turecký spisovatel, objevitel a voják († 1925)

## Úmrtí
Automatický abecedně řazený seznam viz Kategorie:Úmrtí v roce 1861

### Česko
- 2. ledna – Fridrich Vilém IV., pruský král (* 15. října 1795)
- 12. ledna – Václav Hanka, spisovatel (* 10. června 1791)
- 4. dubna – František Antonín Kolovrat, šlechtic a rakouský státník (* 31. ledna 1778)
- 3. května – Antonín Filip Heinrich, hudební skladatel (* 11. března 1781)
- 6. června – Václav Rodomil Kramerius, redaktor a překladatel (* 6. května 1792)
- 26. června – Pavel Josef Šafařík, český a slovenský spisovatel (* 13. května 1795)
- 29. srpna – František Glaeser, hudební skladatel (* 19. dubna 1798)
- 29. září – Vincenc Barták, hudební skladatel (* 7. února 1797)
- 24. října – Václav Krolmus, kněz, sběratel lidové slovesnosti, spisovatel a archeolog (* 3. října 1790)
- 4. listopadu – Johann Reislin von Sonthausen, německý lékař a pedagog činný v Olomouci (* 20. května 1784)
- 28. listopadu – Robert Führer, varhaník a hudební skladatel (* 2. června 1807)
- 3. prosince – Václav Josef Rosenkranz, obrozenecký skladatel (* 8. června 1797)
- 13. prosince – Josef August Hecht, lázeňský podnikatel a politik německé národnosti (* 20. dubna 1792)
- ? – Josef František Smetana, přírodopisec a historik (* 1801)

### Svět
- 28. ledna – Henri Murger, francouzský spisovatel (* 27. března 1822)
- 12. února – Hippolyte Chelard, francouzský skladatel (* 1. února 1789)
- 20. února – Eugène Scribe, francouzský dramatik a operní libretista (* 24. prosince 1791)
- 27. února – Prosper Ludwig von Arenberg, vévoda z Arenbergu (* 28. dubna 1785)
- 10. března – Taras Ševčenko, ukrajinský básník (* 9. března 1814)
- 17. března – Viktorie Sasko-Kobursko-Saalfeldská, saská princezna, vévodkyně z Kentu, matka britské královny Viktorie (* 17. srpna 1786)
- 23. dubna – Alexej Petrovič Jermolov, ruský generál (* 4. června 1777)
- 21. května – Evžen z Mazenodu, francouzský katolický světec (* 1. srpna 1782)
- 6. června – Camillo Benso Cavour, první italský premiér (* 10. srpna 1810)
- 7. června – Patrick Brontë, britský kněz a básník (* 17. března 1777)
- 13. června – Henry Gray, anglický anatom a vědec (* 1827)
- 25. června – Abdülmecid I., turecký sultán (* 25. dubna 1823)
- 29. června – Elizabeth Barrettová-Browningová, anglická básnířka (* 6. března 1806)
- 15. července – Adam Jerzy Czartoryski, polský šlechtic a politik (* 14. ledna 1770)
- 19. července – Michele Tenore, italský botanik (* 5. května 1780)
- 25. července – Jonas Furrer, první prezident Švýcarské konfederace (* 3. března 1805)
- 23. září – Terezie Brunswicková, tzv. „Nesmrtelná milenka“ Ludwiga van Beethovena (* 27. července 1775)
- 25. října – Friedrich Carl von Savigny, německý právník (* 21. ledna 1779)
- 6. listopadu – portugalský infant Ferdinand (* 23. července 1846), zemřel na choleru
- 11. listopadu – portugalský král Petr V. Portugalský (* 31. října 1838)
- 14. listopadu – Antun Mihanović, chorvatský básník (* 10. června 1796)
- 29. listopadu – Nikolaj Alexandrovič Dobroljubov, ruský literární kritik a publicista (* 5. února 1836)
- 14. prosince – Albert Sasko-Kobursko-Gothajský, manžel britské královny Viktorie (* 26. srpna 1819)
- 16. prosince – Heinrich Marschner, německý skladatel (* 16. srpna 1795)
- 21. listopadu – Henri Lacordaire, francouzský dominikánský kněz (* 12. května 1802)
- 27. prosince – portugalský infant Jan (* 16. března 1842), zemřel na choleru
- 28. prosince – Anton Stefan von Martini, rakouský admirál (* 13. června 1792)
- ? – Utagawa Kunijoši, japonský výtvarník (* 1798)
- ? – Luigi Sacchi, italský fotograf (* 1805)

## Hlavy států

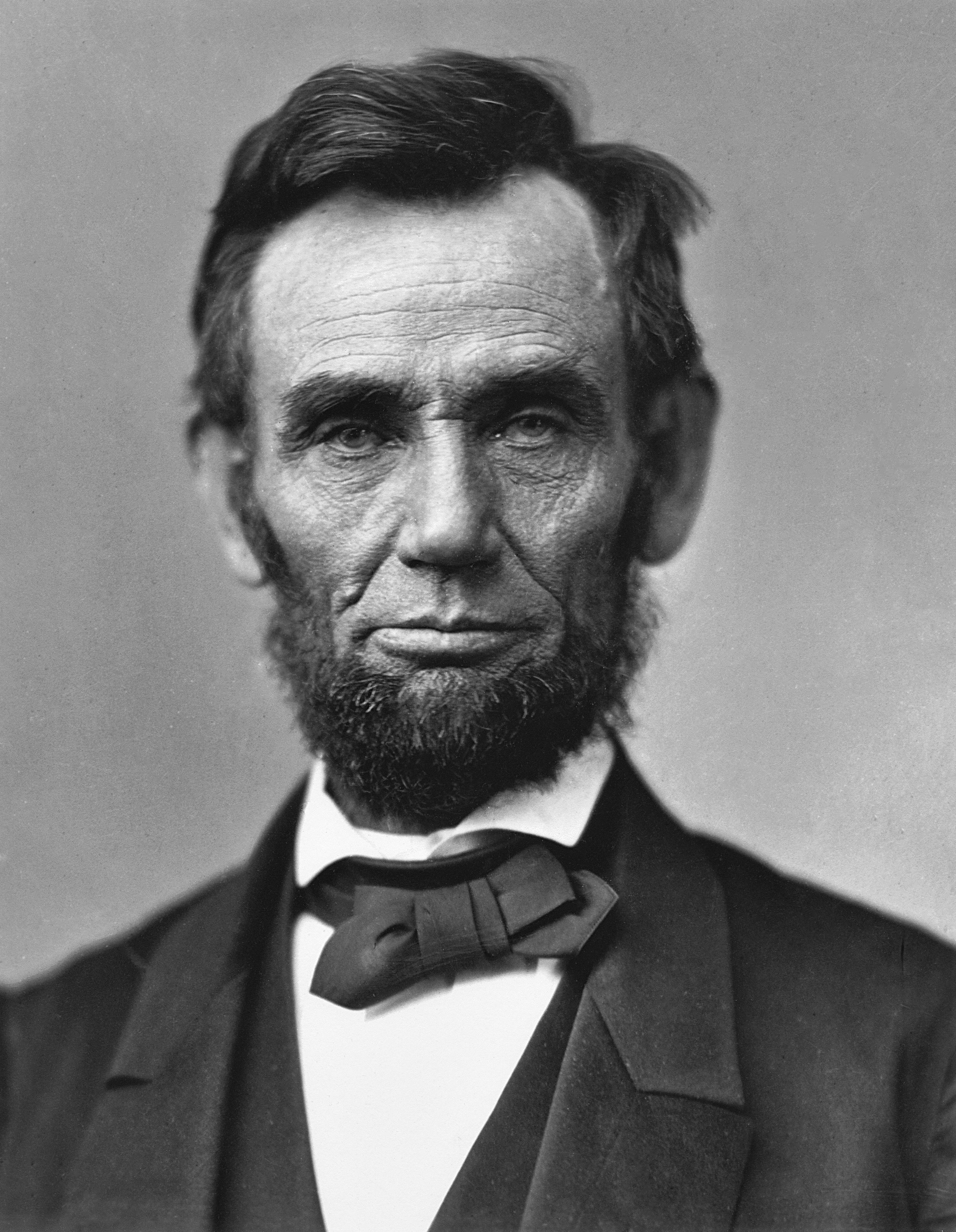
Americkým prezidentem se stal Abraham Lincoln

- Francie – Napoleon III. (1852–1870)
- Itálie – Viktor Emanuel II. (1861–1878) od 17. března
- Osmanská říše – Abdülmecid I. (1839–1861) do 25. června / Abdulaziz (1861–1876) od 25. června
- Prusko – Fridrich Vilém IV. (1840–1861) do 2. ledna / Vilém I. (1861–1888) od 2. ledna
- Rakouské císařství – František Josef I. (1848–1916)
- Rusko – Alexandr II. (1855–1881)
- Spojené království – Viktorie (1837–1901)
- Španělsko – Isabela II. (1833–1868)
- Švédsko – Karel XV. (1859–1872)
- USA – James Buchanan (1857–1861) do 4. března / Abraham Lincoln (1861–1865) od 4. března
- Papež – Pius IX. (1846–1878)
- Japonsko – Kómei (1846–1867)